# Mouacourt
Mouacourt település Franciaországban, Meurthe-et-Moselle megyében. Lakosainak száma 75 fő (2022. január 1.). Mouacourt Coincourt, Emberménil, Parroy és Xures községekkel határos.

## Népesség
A település népességének változása:
| Lakosok száma | 95   | 66   | 72   | 90   | 72   | 73   | 73   | 74   | 73   | 75   |
|               | 1968 | 1990 | 2006 | 2011 | 2015 | 2016 | 2018 | 2019 | 2021 | 2022 |